# Mr Hublot
Mr Hublot è un cortometraggio animato di co-produzione Lussemburgo/Francia del 2013, diretto da Laurent Witz e Alexandre Espigares e con i personaggi dello scultore belga Stéphane Halleux.
Il film è vincitore del Premio Oscar dell'edizione del 2014 come miglior cortometraggio d'animazione.

## Trama
Mr. Hublot è un uomo che vive in un piccolo appartamento situato in una affollata città in stile steampunk. Indossa diversi strati di occhiali ed ha uno strumento simile ad un odometro nella sua fronte i cui numeri scorrono avanti e indietro. Mr. Hublot mostra inoltre diversi sintomi da disturbo ossessivo-compulsivo, come accendere e spegnere le luci diverse volte prima di uscire da una stanza e raddrizzare meticolosamente i quadri sui muri della sua casa.
Mr. Hublot vede dalla sua finestra un piccolo robot simil-cucciolo di cane abbandonato. Quando la scatola dove la creatura vive viene portata via da un tritarifiuti, Mr. Hublot, preoccupato per la vita del cucciolo, si precipita fuori casa e porta il cane a vivere con lui.
Col passare del tempo, il robot diventa sempre più grande, persino più di Mr. Hublot. Dopo che la creatura ha causato ingenti danni all'appartamento, Mr. Hublot sembra volerla attaccare con un trapano elettrico.
Dopo che è passato un po' di tempo, si vede Mr. Hublot a casa sua, e tutto sembra essere tornato alla normalità. In realtà, Mr. Hublot non ha distrutto il robot, ma si è invece trasferito dal suo piccolo appartamento al magazzino dall'altra parte della strada così da poter contenere più comodamente il suo sovradimensionato animale da compagnia. I due sembrano entrambi felici e Mr. Hublot continua ad accendere e spegnere le luci prima di lasciare la stanza.

## Riconoscimenti
- 2014 – Premio Oscar
  - Miglior cortometraggio d'animazione